# 五波峠

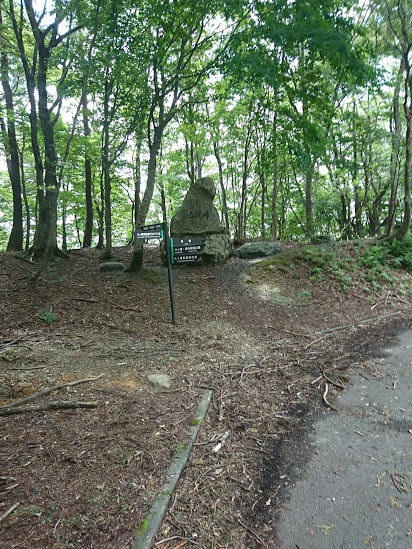
五波峠頂上

五波峠（ごなみとうげ）は、福井県大飯郡おおい町と京都府南丹市に跨る峠。若狭丹波国境尾根に位置する峠の一つで、京都丹波高原国定公園の国定公園境界である。標高は600m。

## 交通
この峠は古来より国境の峠として認識されており、古くは若狭国と丹波国を、現在は福井県と京都府を隔てている。五波峠が跨る若丹山地にはこのような稜線沿いの峠が数あるが、車両が通行できるだけの規格を保っているのは、ここの他には国道162号の堀越峠のみである。

### 道路状況
五波峠がある林道はかつては林道五波染ヶ谷線として未舗装路の続くダート林道だったが、現在はビレッジラインと名を変え全線舗装された道路となっている。五波峠付近は広場のようになっており、石碑もあり観光林道のような様相を呈している。道幅は1. 5車線程度と林道としては比較的広い部類に入るが、ブラインドカーブが多くまた路面には落石も目立ち、時期によっては倒木も多くあまり走りやすい状況とは言いにくい。しかし同じ若丹山地を越える峠の中では圧倒的に走行しやすい峠のため、知る人のみぞ知る京都、福井間の裏道としてこの峠を越える者は少なからずおり、走行には注意する必要がある。

### アクセス
- 福井県 国道162号-福井県道224号染ヶ谷小倉線-ビレッジライン
- 京都府 国道162号-京都府道38号京都広河原美山線-ビレッジライン

## トレイルルート
尾根道はトレイルルート「名田庄トレイル」（道の駅名田庄付近から八ヶ峰家族旅行村までの約32km）の一部である。ナタショウトレイルランニングレースではエイド3（関門）のチェックポイントが置かれており、エイド2（関門）になっている知井坂峠（標高710m）から八ヶ峰を越えた後は五波峠まで概ね下り坂である。
また、五波峠は南丹市に整備された美山トレイルの起点（終点は佐々里峠）にもなっている。